# Впусти меня (роман)
«Впусти меня» (швед. Låt den rätte komma in) — роман ужасов на вампирскую тематику шведского писателя Юна Айвиде Линдквиста, выпущенный в 2004 году в Швеции. Роман стал бестселлером и был переведён на многие языки, включая русский. Книга издавалась дважды: первый раз в оригинальном варианте и второй раз — в более сокращённом, под названием «Вампир в Блакеберге» (швед. Vampyren i Blackeberg). В 2008 году по нему была снята одноимённая кино-экранизация, получившая признание международной критики, а также множество наград, включая четырёх Золотых Жуков от Шведского Института Кинематографии. В 2010 году была снята англоязычная адаптация в Голливуде. В 2022 году на телеканале Showtime состоялась премьера одноимённой телевизионной адаптации.

## Сюжет
Основное действие романа разворачивается в пригороде Стокгольма Блакеберг в период с 21 октября по 13 ноября 1981 года. Детали романа раскрываются не сразу, а по мере повествования. В сюжете наличествуют сюжетные линии, повествующие от лица сразу нескольких персонажей. 12-летний Оскар Эрикссон — жертва школьного насилия и жизненных обстоятельств. Он живёт с матерью в пригородном районе Блакеберг, его родители развелись из-за алкоголизма отца, который теперь живёт за городом. В школе Оскар подвергается задиранию со стороны одноклассника Йонни Форсберга, у которого тоже проблемы в семье (родители тоже разведены, а в семье, помимо Йонни, ещё куча детей). Из-за всего этого у Оскара просыпается нездоровый интерес к криминалистике и убийствам и он собирает целый альбом с соответствующими газетными вырезками о преступлениях и убийствах. По соседству с Оскаром поселяется странная пара — мужчина 40 лет, Хокан, и странная маленькая девочка, Эли, якобы его дочь. Но Оскара они не особо заинтересовывают, потому что всё свободное время он отдаёт тому, что либо совершает мелкие кражи в местном универмаге, либо вымещает всю свою обиду, кромсая ножом ствол дерева и представляя себя противоположностью беззащитного слабака — непобедимым убийцей. Вечером 21 октября Хокан совершает нападение на одного подростка, которого, усыпив, подвешивает за ноги к дереву и вскрывает ему вены на шее. Кровь он сливает в канистру и скрывается. Весь Стокгольм считает, что это было ритуальное убийство. Оскару, однако, до этого нет никакого дела; через некоторое время встречает во дворе своего дома Эли. Хотя на улице холодно, Эли очень легко одета, от неё исходит запах грязи и ржавчины. Несмотря на эти странности, постепенно между Оскаром и Эли завязывается дружба и Эли призывает его давать отпор обидчикам.
Спустя некоторое время Эли нападает на одного из местных жителей, Юкке, и убивает его, свернув ему шею. Затем она приходит домой к женщине, которая сидит на морфии, сначала пьёт её кровь, а затем поджигает дом. Причём свидетель этого события вспоминает, что когда дом уже горел, женщина сумела из него выбраться и умерла уже на улице, хотя он не знает, что когда Эли, одурманенная морфием в крови женщины, приходит в себя, та уже была мертва (вскрытие же и вовсе показывает, что у женщины в лёгких не было дыма). Наконец, становится ясно, что Эли — вампир, а Хокан — влюбленный в неё педофил (в своё время из-за своих пристрастий он потерял работу учителя шведского языка и Эли была единственной, кто помог ему выжить). Идя на следующее убийство, Хокан всё-таки попадается, но, чтобы защитить Эли, обливает лицо кислотой, чтобы его не смогли опознать. Хокана госпитализируют, Эли, узнав об этом, пробирается ночью в больницу и забирается по стене к окну его палаты. Превозмогая боль, Хокан подходит к окну и жестами (после кислотных ран лицо Хокана представляет собой мешанину изувеченной плоти) показывает Эли, что она должна выпить его крови, хотя и понимает, что после этого Эли придется его убить. Эли приникает к его шее и пьёт кровь, из-за чего Хокан наклоняется и падает из окна (свернуть ему шею Эли не успевает). Все считают, что он мёртв, однако, санитар морга, куда перевезли тело Хокана, Бенгт Эдвардс первым обнаруживает то, что наконец объясняет читателю, почему Эли старалась не нападать сама и почему у Юкке была свёрнута шея, а женщина была сожжена. Все, у кого Эли пьёт кровь (при условии, что был прямой контакт её клыков с кровью жертвы), заражаются вампиризмом. Человеческая часть Хокана умерла при падении из окна, а тело осталось ведомо проклятием вампира, став кем-то наподобие зомби (его шея при падении не была свёрнута), влекомого жаждой крови и изнасилования Эли, и Бенгт Эдвардс становится его первой жертвой. Позже, когда Хокан-зомби добирается до Эли, та запирает его в подвале, где Хокана убивает случайно оказавшийся там подросток Томми (но сам он сходит с ума после этого).
Дружба Оскара с Эли постепенно развивается, и, наконец, он предлагает скрепить их дружбу кровью, для чего делает надрез на ладони, и это вызывает у Эли соответствующую реакцию, но она с трудом сдерживается и убегает. Оскар начинает понимать, кем является Эли, и впадает в замешательство, но всё равно не отвергает её дружбу. Через поцелуй Эли переносит в его разум свои воспоминания, из которых он узнаёт, что Эли в прошлом была мальчиком Элиасом, который жил в бедной крестьянской семье в Норрчёпинге в 18-м столетии. Однажды богатый барон, которому принадлежали эти земли, созвал к себе в замок всех мальчиков от восьми до двенадцати лет ради некого состязания. Но барон оказался садистом-педофилом (и к тому же вампиром) и выбранный им из всех детей Элиас подвергся принудительной кастрации и заражению вампиризмом. Но поскольку у вампиров раны регенерируются очень быстро, то Элиас стал фактически бесполым вампиром. Даже узнав эту историю Оскар не отворачивается от Эли и начинает всерьёз задумываться над его словами о том, что они чем-то похожи. Попутно разворачиваются ещё несколько сюжетных линий. Это история про друга Оскара, Томми, у которого наступает сложный период, потому что его мать крутит роман с полицейским Стаффаном, который расследует преступления, связанные с Эли (позже Томми, как уже было сказано выше, убивает Хокана). Вторая сюжетная линия разворачивается вокруг отношений Лакке Соренсона и Виржинии Линдблад. Последняя тоже становится жертвой Эли, но, благодаря помощи Лакке, не умирает, однако с ней начинают происходить соответствующие метаморфозы из-за заражения. Здесь же выясняется, что когда-то Эли встретил такую же заражённую вампиризмом женщину, которая сказала, что над вампиром не властны биологические часы и вампир может только покончить с собой, вонзив себе в грудь деревянный кол или подвергнуть себя дневному свету. Виржиния, в конечном итоге, поняв, в кого она превращается, подвергает себя воздействию света и сгорает заживо. Убитый горем Лакке вычисляет квартиру Эли, но когда приходит туда, Эли убивает его. После этого Эли вынужден уехать из Блакеберг и расстроенный Оскар чувствует себя «забытым персонажем».
Окончательно Оскара добивает попытка Йонни столкнуть его на рельсы метро, после чего Оскар вечером проникает в школу, обливает парту Йонни бензином и поджигает её. На следующий день он не идёт в школу и все вокруг подозревают его в поджоге, хотя прямых улик против Оскара нет. Вечером Оскар всё же решает сходить на тренировку в местный бассейн, где попадает в западню Йонни и его старшего брата Джимми (которые хотят отомстить Оскару за то, что в парте Йонни сгорел их семейный фотоальбом). Они заставляют его задержать дыхание под водой на несколько минут, угрожая, в противном случае, выколоть ему глаза, но Оскар не может так надолго задержать дыхание. Дальнейшие события полицейский Стаффан узнаёт от других детей, которые, в присутствии психиатров, рассказывают ему о том, что, когда Джимми Форсберг приставил к лицу Оскара нож (тот к тому моменту был почти без сознания от нехватки кислорода), в бассейн ворвался летающий «ангел», который оторвал Йонни и Джимми головы и унёс Оскара с собой. Позже Стаффан, рассказывая об этом своему коллеге, замечает, что это точно не мог быть «ангел с небес». В последней сцене книги контролёр поезда на маршруте Стокгольм-Карлстад Стефан Ларссон обращает внимание на странного мальчика (по видимому, Оскара), который везёт с собой огромный чемодан, но не придаёт этому значения, потому что у мальчика очень счастливый вид.

## Название
Название книги отсылает к носящей схожее название известной песне британского певца Стивена Патрика Морисси «Let the Right One Slip In» (с англ. — «Позволь правильному проскользнуть внутрь, не ошибись с тем, кто проскользнет внутрь»), а также в какой-то мере к бытующему в фольклоре поверью, по которому вампир может проникнуть в чужой дом, только если хозяин дома его так или иначе пригласит войти. Русское название книги «Впусти меня» является переводом американского варианта «Let me in», хотя оригинальное шведское название «Låt den rätte komma in» дословно на русский должно переводиться примерно как «Впусти того, кого следует».

## Русский перевод
В России роман был издан четыре раза: в конце 2009 года на волне успеха шведской экранизации, в начале 2011 года после выхода американского ремейка, в 2012 году (карманное издание) и в 2021 году (перевод с немецкого от издательства "Азбука-Аттикус"). Особое отличие русского текста от оригинального шведского состоит в том, что в русском переводе все действия Эли, после того, как выясняется, что она мальчик, в последующих сценах описаны в мужском роде. В шведском тексте (с учётом, что в шведском языке нет родового склонения) все предложения про Эли составлены таким образом, что в них не упоминаются даже местоимения «он» или «она».

## Эпилог
Спустя год, в 2005 году, Линдквист выпустил сборник рассказов «Бумажные стены» (швед. Pappersväggar), одним из которых было продолжение «Пускай старые мечты умирают» (швед. Låt de gamla drömmarna dö). На русский язык рассказ, как и сам сборник, официально не переводился, но неофициальный перевод можно найти в интернете.
Рассказ ведётся от лица безымянного жителя Блакеберга, который наблюдает за нежным любовным романом кондуктора Стефана Ларссона и следовательницы полиции Карин, которая расследует исчезновение Оскара Эрикссона. Они познакомились, когда Стефан рассказывал полиции о том, что видел Оскара в поезде на Карлстад. В 1987 году они поселяются в Блакеберге. Расследование так ни к чему и не приводит, хотя Карин в какой-то момент признаёт, что бойню в Блакеберге мог учинить только нечеловек — она напрямую говорит, что это мог быть вампир, но, понятное дело, ей никто не верит. Когда Карин по возрасту выходит на пенсию, дело закрывают; к тому моменту оно зашло в полный тупик.
Между тем, роман Стефана и Карин претерпевает сильные трудности. В 2001 году у Карин случается инсульт, но она выкарабкивается. Тогда же Стефан рассказывает рассказчику, что на станции в Карлстаде он видел, как Оскар Эрикссон и неизвестная девочка (Эли) сделали себе с помощью ножа порезы на ладонях, а потом сцепили их в замок. Затем, в апреле 2004 года, на семидесятипятилетии Карин, Стефан продолжает рассказывать дальше: в прессе, в течение первых нескольких лет, появлялись сообщения о том, что Оскара Эрикссона видели в разных уголках Швеции и за её пределами. Спустя три года, в 2007 году, у Стефана диагностируют неоперабельный рак поджелудочной железы и, по прогнозам врачей, ему осталось жить не больше года. Здесь он повествует рассказчику, что тогда, в Карлстаде, Оскар и Эли заметили, что он смотрит на них. Эли хотела убить Стефана, но он быстро ушёл и она не стала его догонять.
Это был последний день, когда рассказчик видел Стефана и Карин. В 2008 году он получает от них открытку со странной надписью «Пускай старые мечты умирают. Теперь у нас есть новые». Приехав к ним домой, рассказчик не застаёт их, но, по оставленным бумагам, понимает, что они внезапно уехали в Испанию. Заодно он находит письмо, присланное Карин её другом, который раньше тоже жил в Блакеберг и знал Оскара Эриксона. Вместе с письмом он находит фото некой семьи, сделанное в Барселоне. Поскольку рассказчик знает Оскара в лицо, то он находит его и Эли на дальнем плане фотографии, но замечает, что Оскар на фото выглядит более подтянутым и спортивным, нежели тот Оскар, которого он видел в Блакеберг. Окончательно его добивает дата фото — сентябрь 2008 года, хотя Оскар на фотографии выглядит всё тем же 12-летним мальчиком. Спустя два года, в 2010 году, рассказчик, уже вышедший на пенсию, сообщает, что не получил никаких известий ни о том, что Карин и Стефан живы, ни о том, что они умерли, но надеется, что в Барселоне они нашли то, что искали, и теперь «имеют новые мечты».